# Argostemma concinnum
Argostemma concinnum är en måreväxtart som beskrevs av William Botting Hemsley. Argostemma concinnum ingår i släktet Argostemma och familjen måreväxter.
Artens utbredningsområde är Thailand. Inga underarter finns listade i Catalogue of Life.